# Habrosyne pyritoides
Habrosyne pyritoides (Hufnagel 1766) је врста ноћног лептира (мољца) из породице Drepanidae.

## Распрострањење и станиште
Врста је распрострањена на подручју већег дела Европе. Распрострањена је широм Сбије, иде од низија па до 1500 m надморске висине. Насељава шумска станишта, преферира младе изданачке шуме.

## Опис и биологија
Народни назив ове врсте је "краљевска крагна". Комбинација сјајне сиве, беле и смеђе боје формира карактеристичну обојеност по којој је лептир препознатљив и преставља једног од атрактивнијих лептира Србије. Распон крила иде од 40 до 45 mm. Лептир лети од маја до септембра. Гусенице се хране купином, глогом и леском. Одрасле једнике привлачи светло.

## Синоними
- Phalaena pyritoides Hufnagel, 1766
- Phalaena derasa Linnaeus, 1767
- Gonophora derasa (Linnaeus, 1767)